# Elisabetta Virgili
Elisabetta Virgili (Roma, 20 dicembre 1960) è un'attrice e cantante italiana.

## Biografia
Esordisce giovanissima nel mondo dello spettacolo vincendo nel 1974 il concorso di Miss Teenager.
In seguito recita nei film Libera, amore mio di Mauro Bolognini (1975) ed Il maestro di violino di Giovanni Fago (1976).
In televisione co-presenta nel 1976, assieme a Pippo Baudo la trasmissione Chi?, abbinata alla Lotteria Italia.
Fra il 1978 ed il 1979 ha interpretato una cinquantina di fotoromanzi per la casa editrice Lancio.
Ha posato nuda per l'edizione italiana della rivista Playboy nei numeri di novembre del 1978 e dicembre del 1982.
Nel 1985 partecipa a due varietà televisivi: Supersera, in onda su Rai 2 (condotto da Alida Chelli) e G. B. Show n.4, su Rai 1, presentato da Gino Bramieri. Nel 1987 fa di nuovo parte del cast del G. B. Show quinta edizione.
Nel 1991 lavora anche come musicista nel film thriller Peccato originale diretto da John Patterson.

## Discografia

### Album
- 1980 – It's my life (Durium, MSAI-77412) (inciso con lo pseudonimo Elizabeth)

### Singoli
- 1976 – Primo amore/Zero in amore (RCA Italiana, TPBO 1262)
- 1977 – Hook The Hook (Il gancio)/Hook The Hook (Il gancio) (eseguita da Pippo Caruso e la sua orchestra) (RCA Italiana, PB 6013)
- 1980 – It's my life/Never say never (Durium, LDAI-8079) (inciso con lo pseudonimo Elizabeth)

## Filmografia parziale
- Il richiamo del lupo, regia di Gianfranco Baldanello (1975)